# James Holmes (Autor)

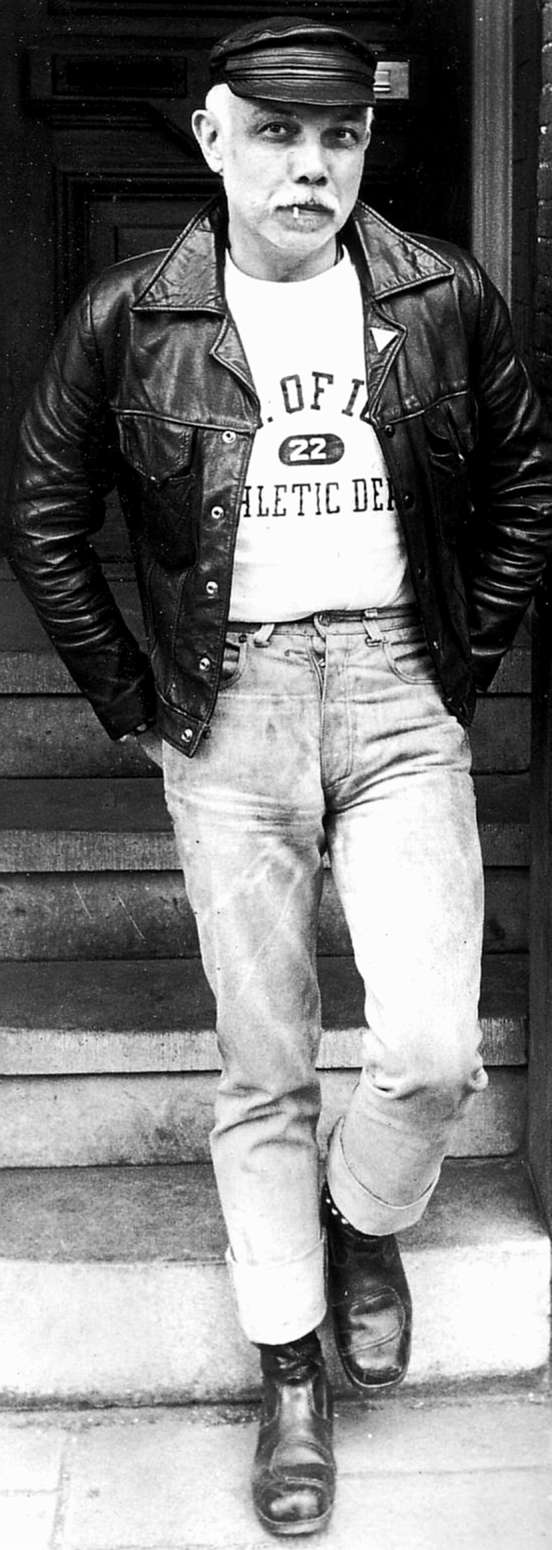
James Stratton Holmes, 1981

James Stratton Holmes (* 2. Mai 1924 in Collins, Iowa; † 6. November 1986 in Amsterdam) war ein niederländischer Autor und Dichter.
Holmes wurde in Collins, Iowa geboren und besuchte dort das Quaker College in Oskaloosa, Iowa und das William Penn College in Haveford. Danach begann er ein Studium an der Brown University. 1949 unterbrach Holmes sein Studium in den Vereinigten Staaten und ging im Rahmen des Fulbright-Austauschprogrammes als Englischlehrer in die Niederlande, wo er dauerhaft blieb und die niederländische Staatsbürgerschaft annahm. Er unterrichtete zunächst in Kasteel Eerde bei Ommen. Er begann unter Pseudonymen wie Jim Holmes und Jacob Lowland Gedichte zu schreiben. Des Weiteren schrieb er Artikel für verschiedene niederländische Zeitschriften: „Gard Sivik“, insbesondere für Literaturzeitschriften wie Litterair Paspoort, De Gids, De Nieuwe Stem, Maatstaf und De Revisor. 
1956 gewann Holmes in den Niederlanden den Martinus-Nijhoff-Preis, den führenden niederländischen Preis für Literaturübersetzungen in die niederländische Sprache. 1964 wurde er Lektor an der Universität Amsterdam. Dort wurde er Mitgründer der Niederländischen Gay Studies. 1984 erhielt Holmes den Vertaalprijs von der Vlaamse Gemeenschap. Holmes starb 1986 an den Folgen von AIDS.

## Werke (Auswahl)
- Nine Hidebound Rimes, Gedichte 1977, Amsterdam 1978
- The Gay Stud's Guide to Amsterdam and Other Sonnets, Amsterdam 1978; 2. Ausgabe 1980 (unter Pseudonym Jacob Lowland)
- Billy and the Banquet, Amsterdam 1982, (unter Pseudonym Jacob Lowland)
- Early Verse, 1947–1957, Amsterdam/New York 1985